# Bruchophagus coluteae
Bruchophagus coluteae is een vliesvleugelig insect uit de familie Eurytomidae. De wetenschappelijke naam is voor het eerst geldig gepubliceerd in 1954 door Boucek.